# Stanisław Konturek
Stanisław Jan Konturek (ur. 8 października 1931 w Zakliczynie, zm. 8 sierpnia 2019 w Krakowie) – polski fizjolog, lekarz gastroenterolog, profesor Katedry Fizjologii Collegium Medicum Uniwersytetu Jagiellońskiego, w latach 1993–1996 dziekan Wydziału Medycznego UJ, w latach 1996–1999 prorektor UJ, członek rzeczywisty Polskiej Akademii Nauk i członek czynny Polskiej Akademii Umiejętności.

## Życiorys
Świadectwo maturalne otrzymał w 1950 w gimnazjum w Tarnowie. Studia odbył na wydziale lekarskim Akademii Medycznej w Krakowie uzyskując w 1955 dyplom lekarski. Na tej samej uczelni w 1960 uzyskał doktorat, a w 1963 habilitację. Pracował w Katedrze Fizjologii Akademii Medycznej w Krakowie, do 1968 kolejno na stanowiskach asystenta i adiunkta, a następnie do 1973 na stanowisku docenta. W latach 1968–1979 pełnił funkcję dyrektora Instytutu. W 1969 uzyskał tytuł profesora nauk medycznych, a w 1973 został profesorem nadzwyczajnym Instytutu. W 1979, kiedy przekształcono Instytut na Katedrę Fizjologii objął stanowisko profesora zwyczajnego oraz funkcję kierownika Katedry, którą pełnił do 2001.
W czasie swojej pracy sprawował różne funkcje kierownicze. W latach 1989–1993 był prorektorem Akademii Medycznej w Krakowie. Wraz z przywróceniem Collegium Medicum w 1993 został dziekanem Wydziału Lekarskiego. Funkcję tę pełnił do 1996, kiedy to został prorektorem Uniwersytetu Jagiellońskiego i przez trzy lata sprawował nadzór nad Collegium Medicum.
Pochowany na cmentarzu Rakowickim w Krakowie (kwatera S, rząd zach.).

## Dorobek naukowy
Obszar zainteresowań naukowych prof. Stanisława Konturka obejmował badania nad fizjologią i patologią układu pokarmowego zwłaszcza zapalenia żołądka i choroby wrzodowej oraz zakażenia Helicobacter pylori.
Prof. Konturek był autorem bądź współautorem ponad 1300 publikacji, w tym ok. 650 prac naukowych i ok. 100 prac poglądowych, był autorem wielu podręczników akademickich. Indeks h jego publikacji wynosił 60, przy łącznej liczbie cytowań ponad 17 tysięcy.
Był autorem pięciotomowego podręcznika „Fizjologia Człowieka” (I tom: „Fizjologia Ogólna, Krew i Mięśnie”; II tom: „Układ krążenia”; III tom: „Oddychanie, Czynności Nerek, Równowaga Kwasowo-Zasadowa, Płyny Ustrojowe”; IV tom: „Neurofizjologia”; V tom: „Układ Trawienny i Wydzielanie Wewnętrzne”) dla studentów medycyny.
Był członkiem Polskiej Akademii Nauk, od 1986 członkiem korespondentem, a od 2002 członkiem rzeczywistym. Od 1990 był członkiem czynnym Polskiej Akademii Umiejętności. W PAN był członkiem komitetów naukowych: Nauk Fizjologicznych oraz Terapii i Nauk o Leku Wydziału V Nauk Medycznych oraz wielu polskich i międzynarodowych organizacji naukowych, np. American Gastroenterology Association, British Gastroenterological Association, Scandinavian Society of Gastroenterology. Był członkiem honorowym Polskiego Towarzystwa Fizjologicznego, gdzie dwukrotnie pełnił funkcję prezesa.

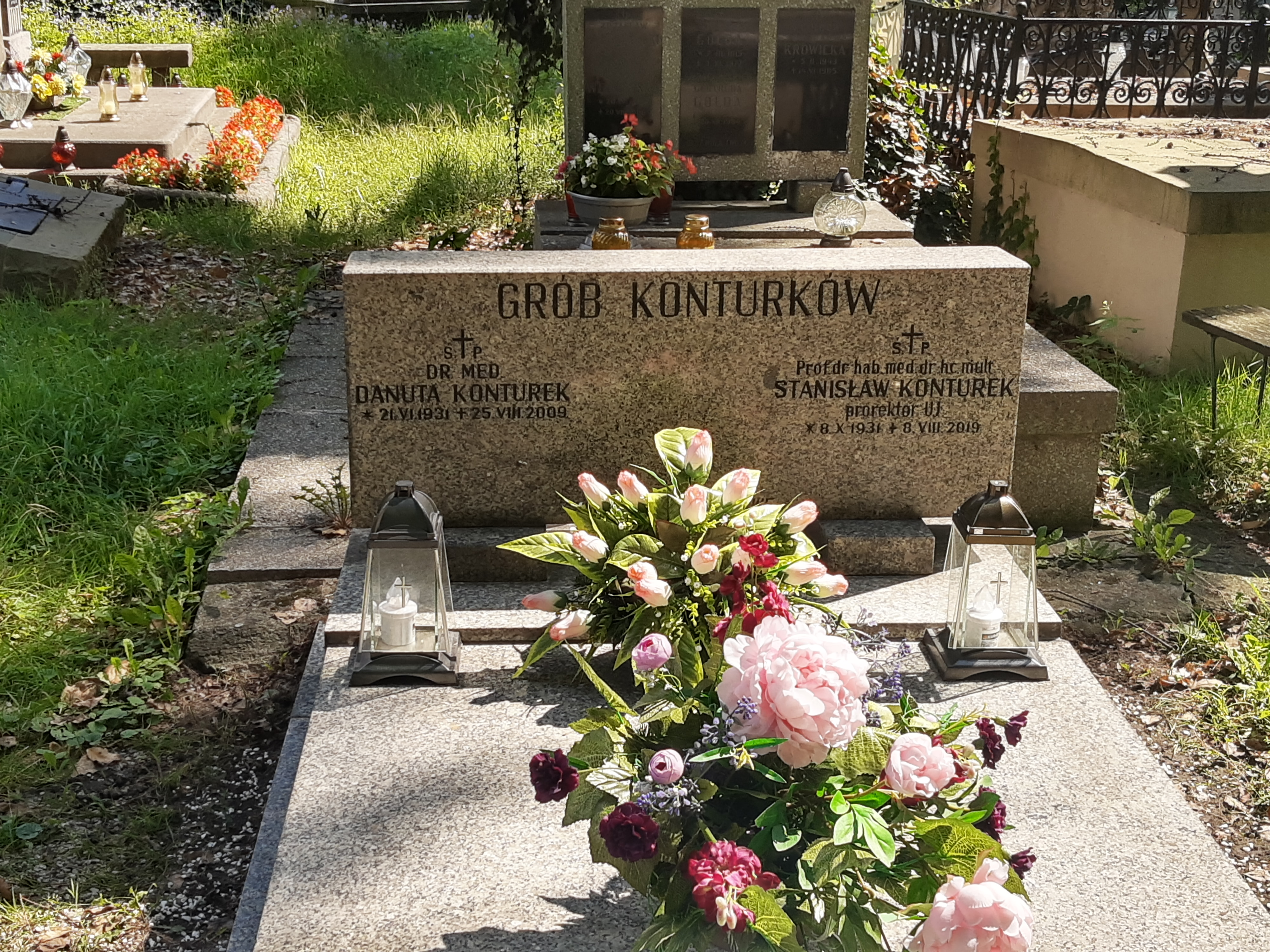
Grób prof. Stanisława Konturka na cmentarzu Rakowickim w Krakowie

## Odznaczenia i wyróżnienia
Był doktorem honoris causa czterech polskich uczelni, w tym trzech medycznych – Akademii Medycznej w Białymstoku (1995), Akademii Medycznej we Wrocławiu (1998), Szkoły Głównej Gospodarstwa Wiejskiego w Warszawie (2008) i Uniwersytetu Medycznego w Łodzi (2008).
Odznaczony między innymi Krzyżem Komandorskim (2017), Krzyżem Oficerskim i Krzyżem Kawalerskim Orderu Odrodzenia Polski, Złotym Krzyżem Zasługi i Medalem Komisji Edukacji Narodowej. Laureat Nagrody Miasta Krakowa oraz dyplomu „Laur Jagielloński”.